# 헨리 코스터

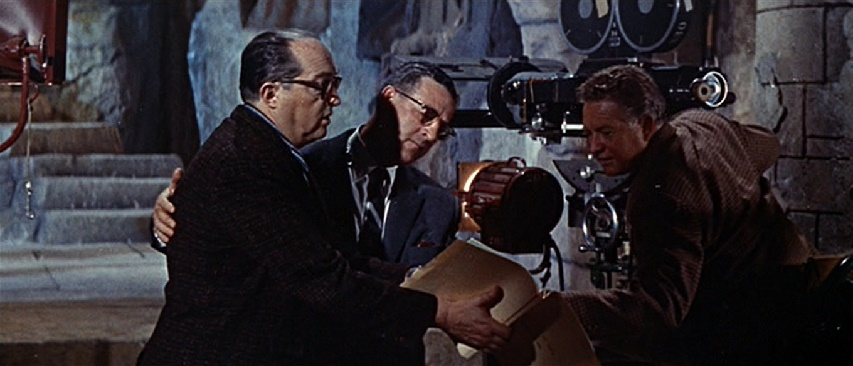

헨리 코스터(Henry Koster, 1905년 5월 1일 ~ 1988년 9월 21일)는 독일 태생의 영화 감독이다. 여배우 페기 모란의 남편이다.

## 참여 작품

### 감독
- 쓰리 스마트 걸스
- 오케스트라의 소녀
- 백만인의 음악
- 주교의 부인
- 컴 투 더 스테이블
- 하비 (1950년 영화)
- 나의 사촌 레이첼 (1952년 영화)
- 성의 (영화)
- 데지레 (영화)
- 디데이 (1956년 영화)
- 플라워 드럼 송